# Alejandra Flechner

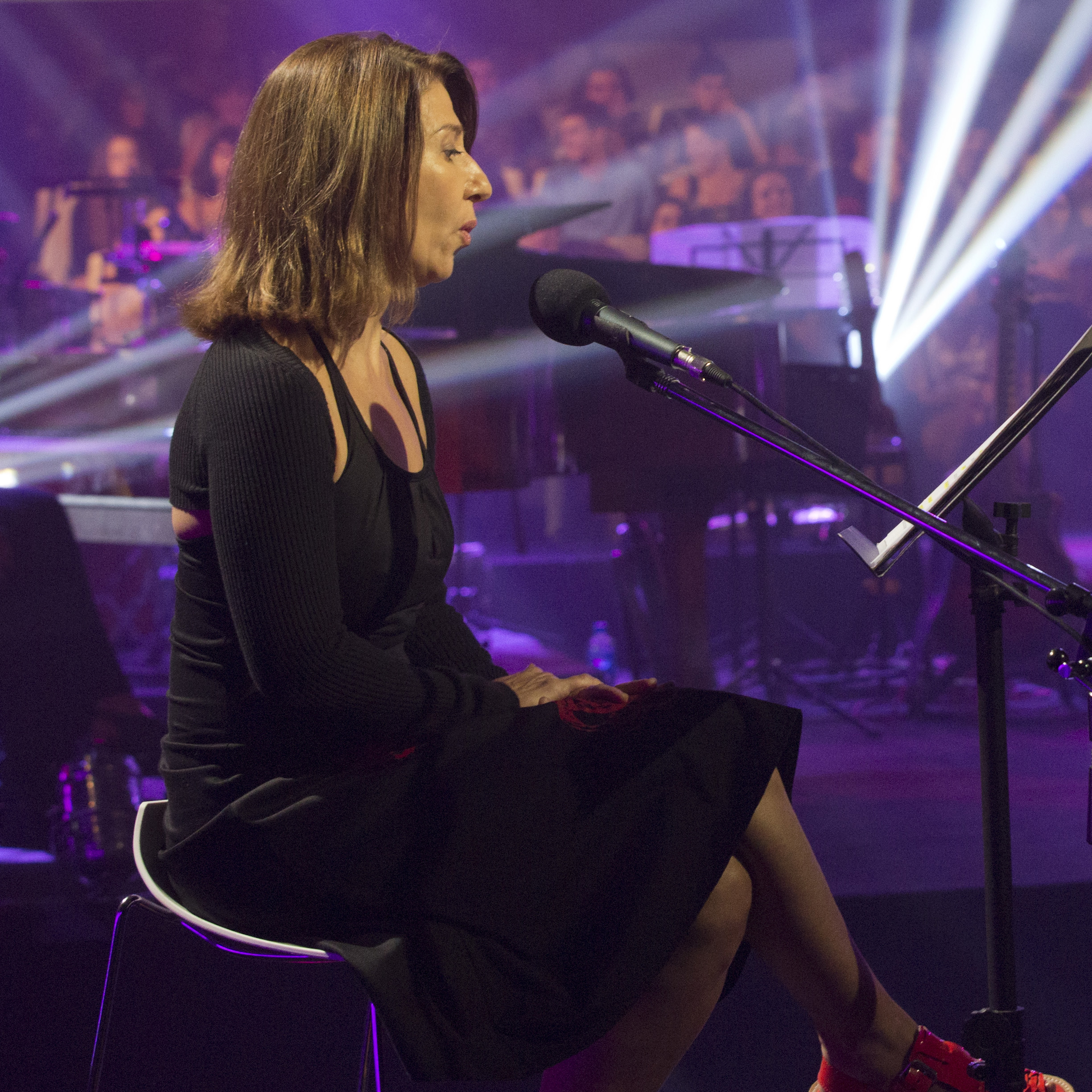
Alejandra Flechner

Alejandra Flechner (* 4. November 1961 in Buenos Aires) ist eine argentinische Schauspielerin.

## Leben
Alejandra Flechner wurde 1961 in Buenos Aires geboren.
1988 hatte Flechner bei dem Film Lo que vendrá erstmals eine Rolle inne. 1992 erhielt sie ihre erste wiederkehrende Rolle in der Fernsehserie Desde adentro. 2012 bis 2014 spielte sie in der Fernsehserie En terapia mit. Ihr schauspielerisches Schaffen umfasst mehr als 40 Produktionen für Film und Fernsehen.

## Filmografie
- 1988: Lo que vendrá
- 1990: Cien veces no debo
- 1992: Desde adentro (Fernsehserie, 19 Folgen)
- 1994: Sin condena (Fernsehserie)
- 1995: Sin opción
- 1995: Cha cha cha (Fernsehserie, 30 Folgen)
- 1996: Besos en la frente
- 1996: Los ángeles no lloran (Fernsehserie, 3 Folgen)
- 1997: Señoras y señores (Fernsehserie, 19 Folgen)
- 1998: Casa natal (Fernsehserie, 19 Folgen)
- 1999: Yepeto
- 2000: Ojos que no ven
- 2001: Chiquititas: Rincón de luz
- 2001: Tiempo final (Fernsehserie, eine Folge)
- 2002: Samy y yo
- 2002: Infieles (Miniserie, 2 Folgen)
- 2003: Resistiré (Fernsehserie, 3 Folgen)
- 2004: Adiós querida luna
- 2004: Imposible
- 2006: Mujeres Asesinas (Fernsehserie, 2 Folgen)
- 2006: Bendita vida (Fernsehserie, 3 Folgen)
- 2007: Urgente (Fernsehfilm)
- 2007: Televisión por la identidad (Miniserie, eine Folge)
- 2010: Ciega a citas (Fernsehserie, 5 Folgen)
- 2010: Antes
- 2010: Pájaros volando
- 2010: Lo que el tiempo nos dejó (Miniserie, eine Folge)
- 2011: Televisión por la inclusión (Miniserie, 3 Folgen)
- 2011: Maltratadas (Miniserie, 2 Folgen)
- 2012: Amores de historia (Miniserie, eine Folge)
- 2012–2014: En terapia (Fernsehserie, 32 Folgen)
- 2013: Historias de corazón (Miniserie, eine Folge)
- 2013: Santos y pecadores (Televisión por las justicia: santos y pecadores, Miniserie, eine Folge)
- 2014: Doce casas, Historia de mujeres devotas (Doce casas, historias de mujeres devotas, Miniserie, 2 Folgen)
- 2016: Inseparables
- 2017: The Lost Brother (El otro hermano)
- 2019: El día que me muera. Mi gran velorio
- 2021: El cuento del tío
- 2022: Argentinien, 1985 – Nie wieder (Argentina, 1985)
- 2022: El Fin del Amor (Fernsehserie, 2 Folgen)
- 2023: They Shot the Piano Player (Sprechrolle)
- 2023: Puan
- 2023: Diciembre 2001 (Fernsehserie, 5 Folgen)